# Al-Awda
Al-Awda (arabe : العودة , Français: le retour) est une organisation laïque en Irak. Le nom d'Al-Awda a commencé à apparaître en Irak en juin 2003 sous forme de graffitis et de tracts anti-occupation à Bagdad et au nord et à l'ouest de la capitale. Le groupe est dirigé par Mohammed Younis al-Ahmed, basé en Syrie.

## Organisation
L'organisation serait un réseau de cellules souterraines, situées principalement dans les principales zones urbaines, composées d'anciens responsables du parti Baath, d'agents du renseignement, d'anciens membres de la garde républicaine irakienne et de la milice Fedayen Saddam. Le groupe était censé s'appuyer sur l'organisation du Parti Baas d'avant-guerre et sur les relations forgées entre divers individus et organisations au sein du régime de Saddam Hussein.
La propagande du groupe indiquait que son objectif était de rétablir le pouvoir du régime de Saddam Hussein, comme son nom l'indique, et d'expulser les forces multinationales d'occupation du pays. On pense que Al-Awda est le terme inventé par les insurgés pour désigner le Parti Baas à la suite de la chute de Saddam Hussein du pouvoir. Le nom aurait été choisi pour des raisons de propagande afin de faire craindre le retour au pouvoir du Parti Baas et pour évoquer le combat palestinien contre Israël.
Contrairement à la JRTN, Ahmed s’attache beaucoup plus à la réhabilitation politique, aux amnisties et au rapatriement des exilés baassistes qu’au renversement violent du gouvernement irakien et à un retour au pouvoir des baasistes.
Ahmed, dans ses tentatives de réunification du parti, a noué des relations de travail étroites avec le gouvernement syrien. Contrairement à al-Douri, qui se méfie des Syriens à cause de leur alliance avec les Iraniens. Le gouvernement syrien soutient discrètement Ahmed afin de renforcer son contrôle sur le parti Baath irakien.